# Abziehbild
Ein Abziehbild ist ein mehrschichtig übereinander gedrucktes Bild oder Motiv aus Farben, Lacken und Kleber. Aufkleber hingegen bestehen aus Kunststoff oder Papier und sind dicker.

## Herstellung
Ein Abziehbild ist dünner als ein menschliches Haar. Es wird in unterschiedlichen Druckverfahren hergestellt, z. B. Siebdruck oder Offsetdruck. Je nach Aufgabenstellung werden unterschiedliche Übertragungsarten eingesetzt:
- Manuelle Übertragung mit Wasser und weicher Gummirakel zum Andrücken,
- Übertragung mittels Hitze und Druck mit einer Thermotransfer-Presse,
- Übertragung mit einer automatischen Rollen-Übertragungsmaschine.

## Geschichte
Möglicherweise schon um 1780 für Dekore bei der Keramikherstellung erfunden, entwickelte sich die Technik der Herstellung von Abziehbildern parallel mit dem Aufschwung und der Verbreitung der Lithographie. Ein Patent „für lithographische Abdrucke in Farbe und schwarzweiss auf Blech, Holz, Wachs, Leinwand …“ wurde 1826 eingereicht von dem fürstlich Esterházyschen Galeriedirektor Rothmüller. Als frühe Produktionszentren werden genannt Leipzig (Buchdrucker Kramer), Fürth (Johann Hesse 1825 und G. Löwensohn 1844) und Nürnberg (Pocher 1858, Brunner 1862, Huber, Jordan & Koerner 1862 und Schimpf 1868). Typische Verwendungsarten für Abziehbilder waren Dekore auf Porzellangeschirr, lackierten Tabletts, Kerzen sowie mechanischen Geräten wie Fahrräder und Nähmaschinen. Technisch gesehen waren es meist spiegelbildlich auf geleimtes Papier gedruckte Lithographien, die nach Anfeuchten vom Papierträger auf die neue Unterlage übertragen wurden.

## Vorteile in der Wirtschaft
Abziehbilder, insbesondere Trocken-Abziehbilder, werden überall dort eingesetzt, wo eine eigene Druckabteilung zu viel Kosten, Stillstand, Ausschuss etc. produzieren würde, oder einfach den Marktgegebenheiten nicht produktionstechnisch folgen kann; oder wenn man Standzeiten und Ausschuss verkleinern will. Sie lassen sich anwendungstechnisch gut in Produktionslinien von Herstellungsbetrieben integrieren. Der Vorteil ist, dass der Hersteller keine eigene Druckstraße braucht und trotzdem auf ein perfekt gedrucktes Dekorationsmittel zurückgreift. Die Ware muss nicht umständlich zu einer Druckerei geliefert werden. Das Abziehbild ist schon nach kürzester Zeit ausgehärtet und verbindet sich so mit dem Untergrundmaterial, dass  bei späteren Ablöseversuchen der Untergrund mit beschädigt wird.

## Formen von Abziehbildern
Für unterschiedliche Beanspruchungen und Materialien gibt es verschiedene Arten von Abziehbildern.
- Trocken-Abziehbilder: Die modernen Trocken-Abziehbilder können kochwäschebeständig sein, hochelastisch, abriebfest, chemisch reinigungsfähig, lebensmittelecht oder fluoreszierend.

Man unterscheidet dabei Trocken-Abziehbilder für Leder, Kunststoffe, Gummi und Neopren sowie Trocken-Abziehbilder für glatte Oberflächen wie Glas, Holz, Metall, Keramik usw.
- Nass-Abziehbilder: Nass-Transfers werden überall dort eingesetzt, wo es aufgrund der Qualität oder Untergrundmaterials technisch nicht anders zu handhaben ist. Meist sind Nass-Transfers jedoch nicht mit Klarlacken gegen UV-Einstrahlung geschützt. Somit sind sie nicht ganz so hochwertig wie Trockentransfers.

## Weitere Anwendungen
Bekannt und beliebt sind Abziehbilder auch bei Kindern. So liegen einzeln verpackten Kaugummis häufig Abziehtattoos bei, die mit Wasser auf die Haut gebracht werden können und so den Anschein einer Tätowierung erwecken. Diese Abziehbilder zählen rechtlich zu den Gegenständen, „die dazu bestimmt sind, nicht nur vorübergehend mit dem menschlichen Körper in Berührung zu kommen, sie dürfen beim Hautkontakt keine gesundheitsschädlichen Stoffe abgeben“ und unterliegen den Vorschriften des Lebensmittel-, Bedarfsgegenstände- und Futtermittelgesetzbuchs. In der ehemaligen DDR wurden Abziehbilder auch als Schiebebilder bezeichnet und erfreuten sich (auch aufgrund ihres geringen Preises von EVP 0,20 Mark) großer Beliebtheit, da es kaum Aufkleber gab.
Abziehbilder werden auch für die Dekoration von Porzellan, Steingut und Glas verwendet. Diese Bilder werden mit keramischen Farben meistens im Siebdruck auf mit Dextrin oder Wachs beschichtetem Papier gedruckt. Durch Einweichen in Wasser (bei Dextrinbeschichtung) wird das Abziehbild vom Trägerpapier gelöst und auf das zu dekorierende Teil geschoben und damit übertragen. Mit Hilfe einer Gummirakel wird das überschüssige Wasser herausgedrückt.
Für die maschinelle Übertragung werden auf Wachspapier gedruckte Abziehbilder mit einem geheizten Silikon-Tampon (ähnlich wie beim Tampondruck) übertragen („Heat-Release-Verfahren“). Bei beiden Verfahren muss das Dekor anschließend eingebrannt werden.

## Anwendungsbeispiele
Trockenabziehbilder sind auf zahlreichen industriell gefertigten Produkten seit Jahrzehnten im dekorativen Einsatz.

## Decal
Decal (ˈdiːkæl, ˈdiːkəl, eine Kurzform von engl. decalcomania aus frz. décalcomanie von décalquer „übertragen“) ist eine aus dem Englischen übernommene Bezeichnung für bestimmte Anwendungen von Nassschiebe- oder Abziehbildern. Eine häufige Anwendung ist der Modellbau, bei dem Beschriftungen auf Miniaturnachbildungen, zum Beispiel von Flugzeugen, Schiffen oder Straßenfahrzeugen, aufgebracht werden sollen, die zu fein zum Aufzeichnen oder Lackieren sind. Auch bei Fahrrädern, speziell Rennrädern wird der Begriff Decal für die Beschriftung des Herstellers verwendet.
Decals müssen vor der Anbringung auf dem Modell angefeuchtet werden, um die Kleberschicht, auf die sie aufgedruckt sind, zu aktivieren. Zur Herstellung von Decals gibt es nur zwei Verfahren:
- Hochwertiger Siebdruck,
- Thermotransferdruck.

Siebdrucke sind meist qualitativ höherwertig und einfacher zu verarbeiten, werden von den meisten Herstellern jedoch nur in hohen Auflagen gedruckt.
Darüber hinaus gibt es auch spezielle Decalbögen, die mit handelsüblichen Druckern bedruckt werden können. Da die meisten Drucker, mit Ausnahme von Thermotransferdruckern, jedoch nicht in der Lage sind, die Farbe Weiß zu drucken, führt dies zu Einschränkungen in der Anwendung. Als Behelf dient der Druck auf vorbehandeltes, weißes Decalpapier.